# Linda Hill-MacDonald
Linda Hill-MacDonald (Morton, 21 agosto 1948) è un'allenatrice di pallacanestro statunitense, professionista nella WNBA.

## Carriera
Ha guidato per tre stagioni le Cleveland Rockers.